# 程经世
程经世（?—?）字书畲，安徽潜山人，中华民国政治人物。

## 生平
中华民国成立初期，程经世任国务院秘书。1913年，他卷入宋教仁遇刺案，但他和国务总理赵秉钧拒绝赴上海出庭应讯。
1917年张勋复辟时，他被任命为外務部左参议。

## 家庭
- 他是京剧大师程长庚的孙子。[2]